# Відривна течія

Розподіл швидкостей у примежовому шарі внаслідок в'язкісного гальмування, що викликає спадання швидкості і, відповідно, зростання тиску

Відривна течія — течія в'язкої рідини (газу), при якій рухомий уздовж твердої поверхні потік рідини відривається від неї. Розрізняють декілька типів відривної течії: для гладкої поверхні відрив з подальшим приєднанням відірваного потоку до поверхні і відрив, в якому це приєднання не відбувається. Крім того, слід виділити відрив до і після уступу на поверхні тіла, відривна течія над виїмкою і в донній області за тілом.
Необхідна умова виникнення відривної течії в'язкої рідини — підвищення тиску в напрямку течії, тобто спадання швидкості. Типовим прикладом такої течії при дозвукових швидкостях потоку є течія біля поверхні з твірними криволінійної форми (напр., у профілі крила при великих кутах атаки, сфери), в дифузорі, каналі з уступом та ін.
Відрив потоку в деяких випадках призводить до шкідливих наслідків: збільшення опору рухові, зменшення несучої здатності та погіршення керованості літальних апаратів, надводних чи підводних суден, зростання теплових потоків в області приєднання до тіла струменів, що відірвалися. Для реалізації безвідривного обтікання тіла (наприклад, крила) необхідне виконання досить жорстких умов (малі числа Рейнольдса, тонкі профілі, малі кути атаки, відсутність виступів в  у обтічного контура тощо). На практиці ці умови важко здійсненні, і при обтіканні, зазвичай, виникають відривні течії. У ряді випадків керований відрив течії може бути використаний для створення необхідних аеродинамічних сил і моментів, забезпечення потрібного режиму теплопередачі та покращення аеродинамічних показників літальних апаратів.

## Інтернет-ресурси
- Отрывное течение [Архівовано 2 грудня 2019 у Wayback Machine.]
- Separated Flow [Архівовано 24 листопада 2019 у Wayback Machine.]